# Straat Vilkitski
De Straat Vilkitski (Russisch: пролив Вилькицкого; proliv Vilkitskogo) is een zeestraat tussen het schiereiland Tajmyr in het zuiden en Noordland (Severnaja Zemla) in het noorden, die een verbinding vormt tussen de Karazee in het westen en de Laptevzee in het oosten.
De zeestraat heeft een lengte van ongeveer 130 kilometer en een minimale breedte van 56 kilometer tussen Kaap Tsjeljoeskin op het vasteland en Kaap Tajmyr op het eiland Bolsjevik. Aan noordoostzijde splitst de Straat Jevgenov, die loopt tussen Bolsejvik in het westen en de kleine eilanden Starokadomski en Klein-Tajmyr in het zuidoosten, zich af van de straat. Ten westen van de Straat Vilkitski liggen de vier kleine Heibergeilanden. Hier varieert de zeestraat in diepte tussen de 100 en 150 meter, hetgeen in het oosten oploopt tot 210 meter diepte. Iets ten zuidwesten van de Heibergeilanden liggen de Fearnleyeilanden.
Gedurende het hele jaar wordt de straat gekenmerkt door drijvende ijsschotsen. De oevers bestaan deels uit toendravegetatie en deels uit rots. De noordelijke kust is hoger dan de zuidelijke. Er stromen geen belangrijke of bevaarbare rivieren uit in de zeestraat.
De straat werd voor het eerst officieel bevaren in 1878 door de Zweedse poolonderzoeker Adolf Erik Nordenskiöld. in 1913 voer een onsuccesvolle hydrografische expeditie op de schepen Tajmyr en Vajgatsj naar de zeestraat onder leiding van de Russische hydrograaf en landmeter Boris Vilkitski, maar de schepen kwamen vast te zitten in het pakijs. De zeestraat werd daarop in 1918 naar Vilkitski vernoemd.